# Skit

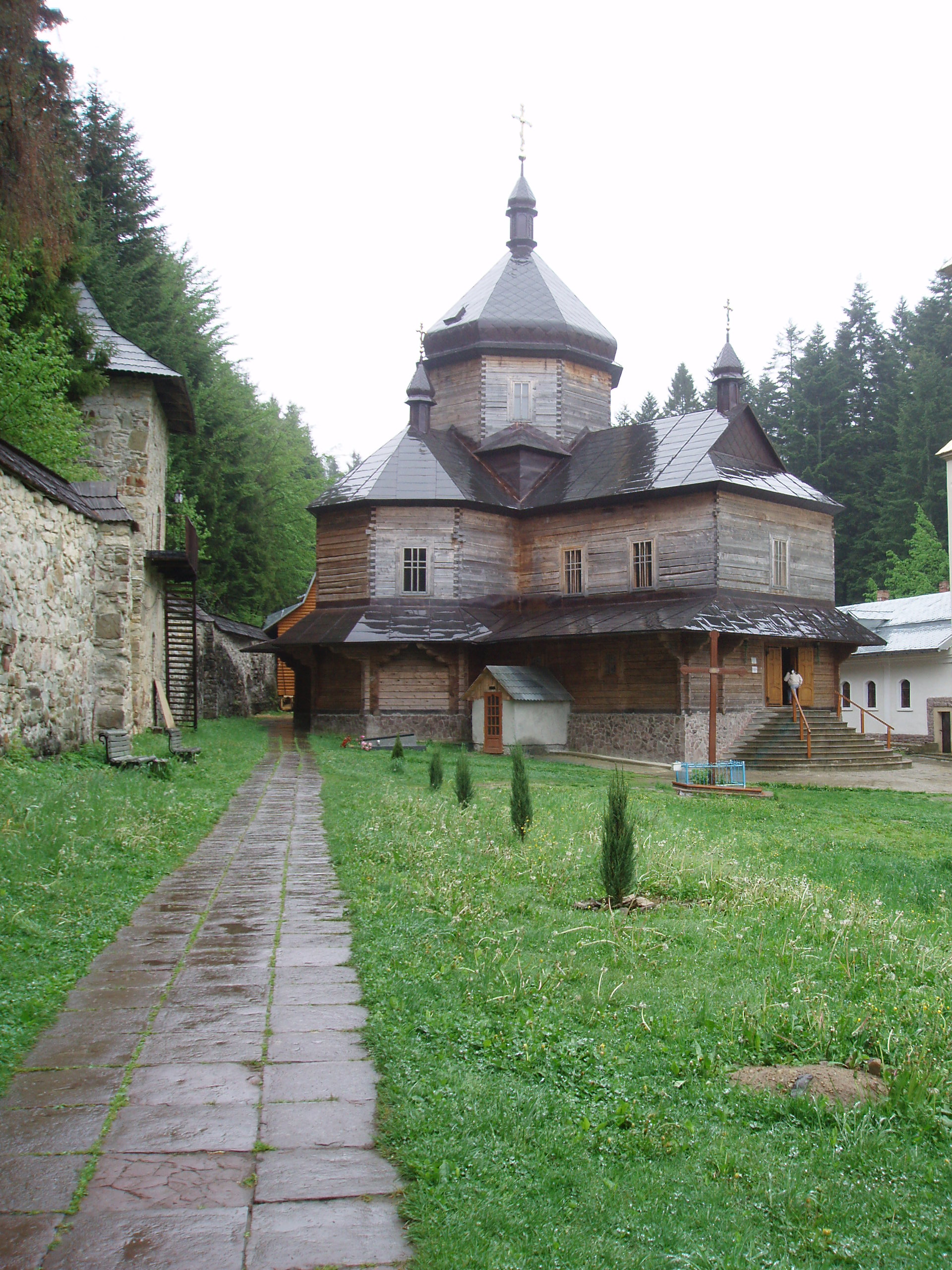
Skit de Maniava, als Carpats ucraïnesos

Un skit és una ermita, on viu un grup d'ermitans sota l'autoritat d'un monestir principal, adoptant la seva regla monàstica. Això els permet poder meditar en solitud tot sent suportades les seves necessitats materials i espirituals pel monestir del qual en depenen. El terme és utilitzat en grec per designar els ascetes.
Un skit consta generalment d'un lloc comú de pregària litúrgica (una església o una capella), amb ermites individuals, o casetes per a un petit nombre de monjos.
Constituint un pont entre el cenobitisme (és a dir una comunitat de monjos que conviuen), i l'eremitisme, l'skit era a l'inici de la cristiandat un dels models de vida monàstica més estès.
Durant els primers segles de l'era cristiana, els homes i les dones que aspiraven a esdevenir ermitans o anacoretes havien de ser en efecte enviats en primer lloc a un skit per tal de rebre la preparació més adequada a la vida en completa solitud.
Si aquesta institució és totalment caiguda en desús des de l'Edat mitjana al cristianisme occidental (encara que el monaquisme cartoixà, segons la regla de sant Bru, descansa sobre una pràctica en part equiparable), és avui molt viva a la tradició ortodoxa i  a les Esglésies Catòliques Orientals.
A Rússia, el terme skit designava en un principi la cel·la d'un ermità, situada a prop d'un monestir del qual en depenia. Designa també una mena de priorat, o un poble aïllat fundat pels vells creients.
A la Muntanya Santa (República monàstica del Mont Atos), la paraula és utilitzada per designar un poble monàstic sense presumir un tipus d'organització de la vida monàstica.

## Etimologia
La paraula skit ve del rus skit (скит) — paraula masculina en rus, del grec medieval skiti (σκήτη), paraula femenina que designava en un principi un monestir d'Egipte situat al desert de Scetis, és a dir l'Uadi el Natrun, a l'oest del delta del Nil; en aquest lloc mític es retiraven molts ermitans de l'Antiguitat tardana, i s'hi troben encara diversos monestirs coptes.